# Naughty Boy
Naughty Boy, właśc. Shahid Khan (urdu: شاهد خان‬; ur. 1 stycznia 1981, Watford, Wielka Brytania) – brytyjski DJ, kompozytor i producent muzyczny. W 2013 r. ukazał się jego debiutancki album pt. Hotel Cabana, z którego pochodzi przebój "La La La" (nagrany we współpracy ze Samem Smithem).

## Dyskografia
Albumy
| Rok  | Album                                                                    | Pozycja na liście | Pozycja na liście | Pozycja na liście | Pozycja na liście | Pozycja na liście | Certyfikat         |
| Rok  | Album                                                                    | UK                | GER               | NLD               | CHE               | ITA               | Certyfikat         |
| ---- | ------------------------------------------------------------------------ | ----------------- | ----------------- | ----------------- | ----------------- | ----------------- | ------------------ |
| 2013 | Hotel Cabana - Data: 23 sierpnia 2013 - Wydawca: Naughty Boy, Virgin EMI | 2                 | 30                | 46                | 8                 | 78                | - POL: złota płyta |

Single
| Rok                         | Tytuł                                                           | Pozycja na liście | Certyfikat                |
| Rok                         | Tytuł                                                           | UK                | Certyfikat                |
| --------------------------- | --------------------------------------------------------------- | ----------------- | ------------------------- |
| 2006                        | „Phat Beach (I'll Be Ready)”                                    | 36                |                           |
| 2010                        | „Never Be Your Woman” (oraz Wiley, gościnnie Emeli Sandé)       | 8                 |                           |
| 2012                        | „Wonder” (gościnnie Emeli Sandé)                                | 10                |                           |
| 2013                        | „La La La” (gościnnie Sam Smith)                                | 1                 |                           |
| 2013                        | „Lifted” (gościnnie Emeli Sandé)                                | 8                 |                           |
| 2013                        | „Think About It” (gościnnie Wiz Khalifa i Ella Eyre)            | 78                |                           |
| 2014                        | „Home” (gościnnie RØMANS)                                       | 45                |                           |
| 2015                        | „Runnin' (Lose It All)” (gościnnie Beyoncé i Arrow Benjamin)    | 6                 | - POL: 2x platynowa płyta |
| 2016                        | „Should've Been Me” (gościnnie Kyla i Popcaan)                  | 61                |                           |
| 2017                        | „One Chance to Dance” (gościnnie Joe Jonas)                     | –                 |                           |
| 2018                        | „All or Nothing” (oraz Ray BLK i Wyclef Jean)                   | –                 |                           |
| 2018                        | „Bungee Jumping” (gościnnie Emeli Sandé i Rahat Feteh Ali Khan) | –                 |                           |
| 2019                        | „Undo” (oraz Calum Scott i Shenseea)                            | –                 |                           |
| 2019                        | „Live Before I Die” (oraz Mike Posner)                          | –                 |                           |
| „–” singel nie był notowany |                                                                 |                   |                           |